# Ellen Thesleff
Ellen Thesleff (5 de outubro de 1869 - 12 de janeiro de 1954) foi uma pintora expressionista finlandesa, considerada uma das principais pintoras modernistas finlandesas.